# Gut Steinhof

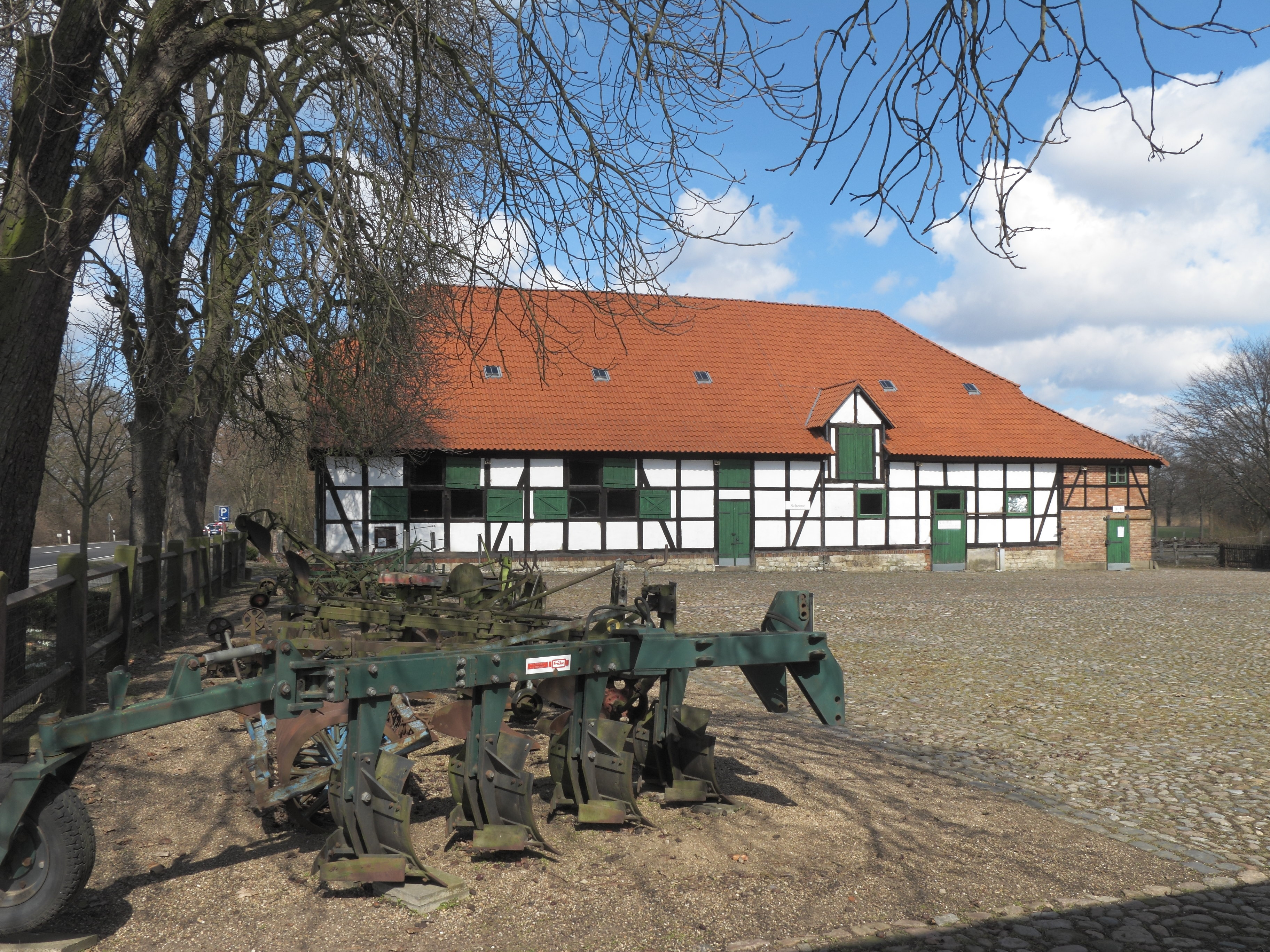
Gut Steinhof, Landtechnik-Museum

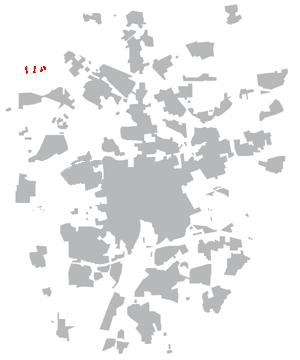
Lage von Gut Steinhof in Braunschweig

Das Gut Steinhof ist ein ehemaliger Gutshof im Norden der Stadt Braunschweig, im heutigen Stadtbezirk Lehndorf-Watenbüttel an der Bundesstraße 214.

## Geschichte
Der Steinhof war ein Vorwerk (landwirtschaftlicher Gutshof) des Kreuzklosters in Braunschweig, der 1326 erstmals urkundlich erwähnt wurde. Im Zuge der Reformation erhielt die Stadt Braunschweig im Jahr 1523 die Oberhoheit über den Steinhof. Zwischen 1789 und 1883 wurden ein Herrenhaus, eine Durchfahrtscheune (1838), ein Rinderstall (1863) und ein Speicherhaus errichtet. Besonders der Rinderstall und das Speicherhaus sind bautechnisch sehenswert, da sie als sogenannte preußische Kappendecke ausgeführt wurden.
1893 erwarb die Stadt Braunschweig das Gut, um dort einen Rieselbetrieb zur Abwasserreinigung einzurichten. Bereits zwei Jahre später wurden die Braunschweiger Rieselfelder in Betrieb genommen. 1896 wurden für die Arbeiter und Tagelöhner kasernenartige Wohnungen gebaut. Bis 1970 wurde auf dem Gut auch noch landwirtschaftlich gearbeitet. Heute befindet sich in unmittelbarer Nähe das Klärwerk Steinhof, wo die Abwässer aus dem Abwasserverband Braunschweig gereinigt werden.

## Landtechnik-Museum Braunschweig
Nachdem die Landwirtschaft eingestellt worden war, begannen die Gebäude zu verfallen. Die Stadt Braunschweig beschloss den Abbruch großer Teile der Anlage. Dagegen formierte sich der Protest der Bürger, die Unterschriften zum Erhalt des historischen Ensembles sammelten. 1984 wurde der Förderkreis Gut-Steinhof e. V. gegründet, der die östlich gelegenen Gebäude des Guts pachtete und dort das Landtechnik-Museum Braunschweig einrichtete. Einige Remisen und Unterstände waren bereits abgerissen worden, jedoch konnten die Durchfahrtscheune, der Rinderstall sowie das Speicherhaus vor dem Abbruch gerettet werden.
Der Förderkreis veranstaltet technische Vorführungen und andere Veranstaltungen, bei dem bäuerliches Handwerk und landtechnische Maschinen vorgeführt werden, wie Dreschvorführungen mit dem Dampfdreschzug, bestehend aus der Lanz Lokomobile von 1907 sowie dem Dreschkasten der Firma Fricke aus Lamspringe. Eine interessante Veranstaltung ist das Dampfmaschinentreffen, bei dem historische Dampfmaschinen und Dampfmaschinenmodelle in Aktion gezeigt werden.
Die Sammlung des Museums umfasst die Bereiche der Hauswirtschaft, des ländlichen Handwerks wie Bodenbearbeitung, Aussaat-, Dünge- und Erntetechnik sowie den Pflanzenschutz und die Ernteaufbereitung. Des Weiteren werden Traktoren, Kraft- und Transportmaschinen ausgestellt. Ziel ist es die Entwicklung in der landwirtschaftlichen Geschichte von der Bearbeitung mit Zugtieren bis hin zu Großgeräten über den Einsatz von Dampfmaschine zu Maschinen mit Verbrennungsmotor und damit die zunehmende Mechanisierung der Arbeitsverfahren am Beginn des 20. Jahrhunderts aufzuzeigen.

## Nähere Umgebung
In unmittelbarer Nähe liegen eine große Baumschule, das städtische Klärwerk, die Braunschweiger Rieselfelder, die ehemalige Braunschweiger Mülldeponie, sowie moderne Müllanlagen. In der Müllanlage wird heute Biogas, Rindenmulch und Kompost hergestellt. Direkt nebenan presst eine moderne Anlage den Hausmüll für den Transport in eine Verbrennungsanlage.
Im Sommer werden in der Nähe des Gutes an fliegenden Bauerständen Obst und Gemüse, vor allem Spargel, Erdbeeren und Kartoffeln der örtlichen Produzenten angeboten.